# Electra (Mesh)

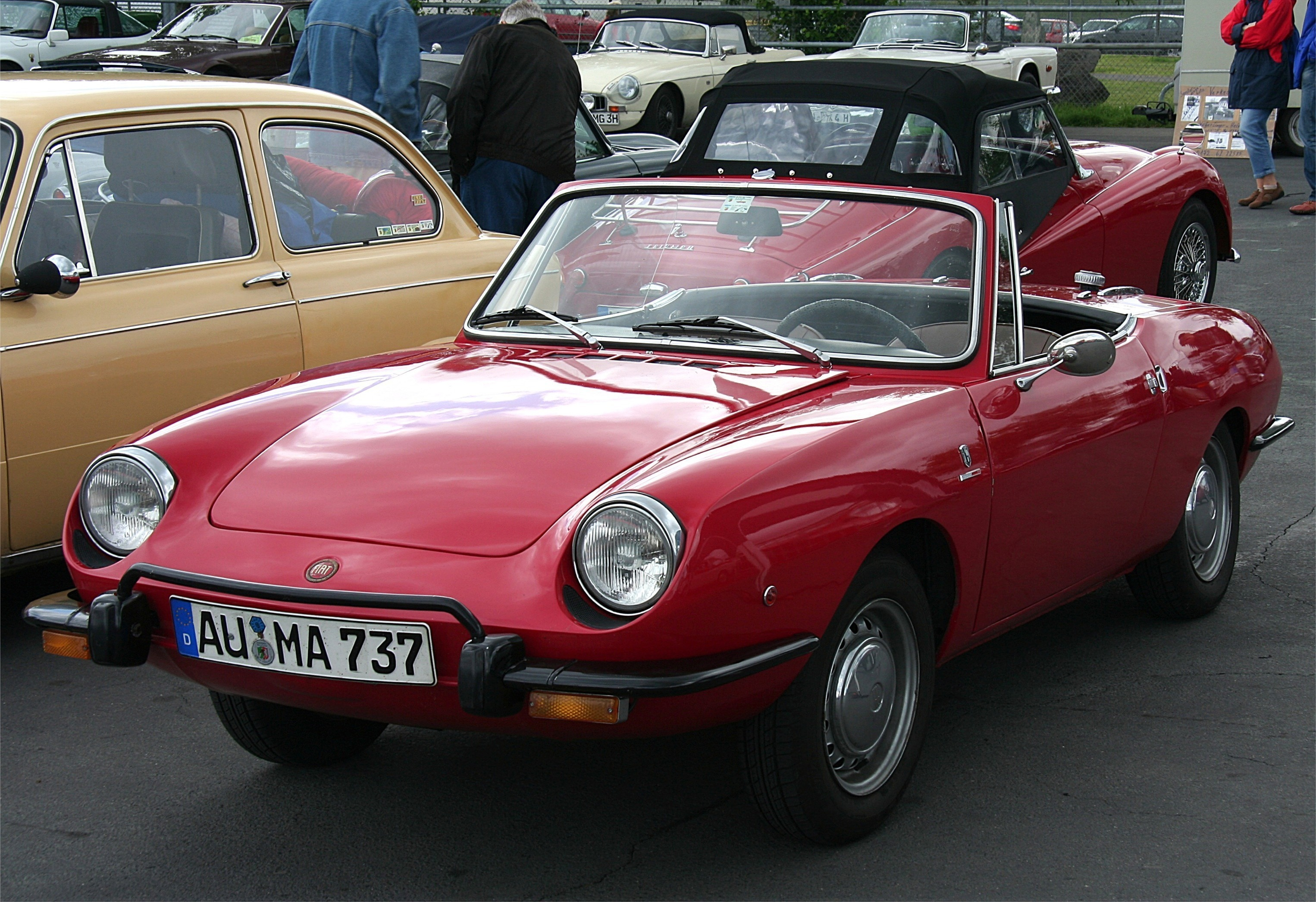
Fiat 850 Spider (1972)

Electra war eine US-amerikanische Automobilmarke, die nur 1974 von der Die Mesh Corporation in Pelham (New York) gebaut wurde.
Der Electra basierte auf dem Fiat 850 Spider von 1972. Der Vierzylinder-Ottomotor im Heck wurde entfernt und durch drei Elektromotoren ersetzt. Insgesamt lieferten sie eine Leistung von 9,6 kW. Die Batterien ermöglichten eine Reichweite von 55 bis 65 km. Das Fahrgestell des Fiat hatte einen Radstand von 1976 mm und die zweisitzige Karosserie war 3951 mm lang.